# Kalle Eklund
Karl (Kalle) Oskar Eklund, född 13 juli 1891 i Örebro, död 22 februari 1964 i Vadstena var en svensk målare.
Han var son till smeden Ernst Eklund och Katarina Olofsson och från 1920 gift med Maria Welin samt far till konstnären Karl-Göran Eklund.
Eklund studerade vid Althins målarskola 1909, Konstakademin 1910-1912. Han företog tillsammans med Harald Erikson 1924 en studieresa till bland annat Frankrike, Italien och Nederländerna. Han har ställt ut separat på bland annat Konstnärshuset i Stockholm, Örebro, Norrköping, Linköping och Eskilstuna. Han medverkade i samlingsutställningar anordnade av Sveriges allmänna konstförening, Östgöta konstförening och Örebro läns konstförening
Hans konst består av porträtt, landskapsmålningar med motiv från Östgötaslätten och Närke samt idyller från Vadstena.
Eklund är representerad vid Moderna museet, Norrköpings konstmuseum, Östergötlands museum, Örebro läns museum, Örebro läns landsting och tingshuset i Mjölby.
Tillsammans med Axel Linus, Filip Jörgenson och Harald Erikson bildade han en konstnärsgrupp som under första världskriget kamperade tillsammans i Snavlunda, och som hade det gemensamt att de i huvudsak målade miljöer från Örebro. De fyra bildade 1914 Nerikes konstnärsförbund.